# Interlego AG v Tyco Industries Inc
Interlego AG v Tyco Industries Inc ([1989] AC 217, også uformelt kendt som Lego case eller Lego brick case) var en sag om copyright, der opstod i Hong Kong inden den endte hos Judicial Committee of the Privy Council i Storbritannien.
Anklageren, Legos schweiziske datterselskab Interlego AG, sagsøgte Tyco Industries for brud på copyright af deres Legoklodser. Under sektion 10 af Copyright Act 1956, var retten til at beskytte et registreret design og ophavsret ikke kumulative rettigheder. Ophavsretten var en stærkere ret til at beskytte et design, da den ikke havde et udløb.
Anklageren forsøgte derfor at få ændret retssagen så klodserne ikke var kvalificeret til designbeskyttelse under sektion 10 af Copyright Act, men i stedet at de kunne kvalificeret til copyright-beskyttelse.
Retten dømte, at legoklodserne var kvalificeret til at være et beskyttet design, og at de ikke var kvalificeret til copyright-beskyttelse.